# Suleiman Camara
Suleiman Camara Sanneh (Sant Celoni, 7 dicembre 2001) è un calciatore gambiano, attaccante del Racing Santander e della nazionale gambiana.

## Carriera

### Club
Camara è cresciuto nel settore giovanile del Girona, che nel 2020 lo ha assegnato alla squadra B militante in Tercera División. Il 18 ottobre ha debuttato nell'incontro vinto 3-0 contro il Figueres e la settimana seguente ha segnato il suo primo gol contro il Vilassar Mar. Ha fatto il suo esordio in prima squadra il 2 dicembre 2021 in Coppa del Re contro il Calvo Sotelo.
Il 1º luglio 2022 ha firmato un triennale con l'Ibiza. Con i biancoazzurri è rimasto complessivamente per due stagioni, in cui ha segnato 7 reti in 79 incontri.
L'8 agosto 2024 è stato acquistato dal Racing Santander.

### Nazionale
Il 4 ottobre 2024 ha ricevuto la prima convocazione da parte della nazionale gambiana e sette giorni più tardi ha debuttato nei minuti finali dell'incontro di qualificazione per la Coppa d'Africa 2025 persa per 3-1 in casa del Madagascar.

## Statistiche

### Presenze e reti nei club
Statistiche aggiornate al 2 novembre 2024.
| Stagione        | Squadra          | Campionato      | Campionato | Campionato | Coppe nazionali | Coppe nazionali | Coppe nazionali | Coppe continentali | Coppe continentali | Coppe continentali | Altre coppe | Altre coppe | Altre coppe | Totale | Totale | Totale |
| Stagione        | Squadra          | Comp            | Pres       | Reti       | Comp            | Pres            | Reti            | Comp               | Pres               | Reti               | Comp        | Pres        | Reti        | Pres   | Reti   |        |
| --------------- | ---------------- | --------------- | ---------- | ---------- | --------------- | --------------- | --------------- | ------------------ | ------------------ | ------------------ | ----------- | ----------- | ----------- | ------ | ------ | ------ |
| 2020-2021       | Girona B         | TD              | 24         | 1          | -               | -               | -               | -                  | -                  | -                  | -           | -           | -           | 24     | 1      |        |
| 2021-2022       | Girona B         | SDR             | 26         | 2          | -               | -               | -               | -                  | -                  | -                  | -           | -           | -           | 26     | 2      |        |
| 2021-2022       | Girona           | PD              | 0          | 0          | CR              | 2               | 0               | -                  | -                  | -                  | -           | -           | -           | 2      | 0      |        |
| 2022-2023       | Ibiza            | SD              | 37         | 2          | CR              | 2               | 1               | -                  | -                  | -                  | -           | -           | -           | 39     | 3      |        |
| 2023-2024       | Ibiza            | PF              | 39         | 4          | CR              | 1               | 0               | -                  | -                  | -                  | -           | -           | -           | 40     | 4      |        |
| 2024-2025       | Racing Santander | SD              | 11         | 1          | CR              | 1               | 1               | -                  | -                  | -                  | -           | -           | -           | 12     | 2      |        |
| Totale carriera | Totale carriera  | Totale carriera | 137        | 10         |                 | 6               | 2               |                    | -                  | -                  |             | -           | -           | 143    | 12     |        |

### Cronologia presenze e reti in nazionale
| Cronologia completa delle presenze e delle reti in nazionale ― Gambia | Cronologia completa delle presenze e delle reti in nazionale ― Gambia | Cronologia completa delle presenze e delle reti in nazionale ― Gambia | Cronologia completa delle presenze e delle reti in nazionale ― Gambia | Cronologia completa delle presenze e delle reti in nazionale ― Gambia | Cronologia completa delle presenze e delle reti in nazionale ― Gambia | Cronologia completa delle presenze e delle reti in nazionale ― Gambia | Cronologia completa delle presenze e delle reti in nazionale ― Gambia |
| Data                                                                  | Città                                                                 | In casa                                                               | Risultato                                                             | Ospiti                                                                | Competizione                                                          | Reti                                                                  | Note                                                                  |
| --------------------------------------------------------------------- | --------------------------------------------------------------------- | --------------------------------------------------------------------- | --------------------------------------------------------------------- | --------------------------------------------------------------------- | --------------------------------------------------------------------- | --------------------------------------------------------------------- | --------------------------------------------------------------------- |
| 11-10-2024                                                            | Casablanca                                                            | Madagascar                                                            | 3 – 1                                                                 | Gambia                                                                | Qual. Coppa d'Africa 2025                                             | -                                                                     | 84’                                                                   |
| 18-11-2024                                                            | Radès                                                                 | Tunisia                                                               | 0 – 1                                                                 | Gambia                                                                | Qual. Coppa d'Africa 2025                                             | -                                                                     | 64’                                                                   |
| Totale                                                                |                                                                       | Presenze                                                              | 2                                                                     |                                                                       | Reti                                                                  | 0                                                                     |                                                                       |